# Vodní elektrárna na řece Nygri
Vodní elektrárna na řece Nygri byla první vodní elektrárna na střídavý proud v Ruském impériu. Elektrárna byla postavena v oblasti těžby zlata pro pohon důlních zařízení a později zásobovala energií i první elektrifikovanou železnici v zemi.

## Historické podmínky

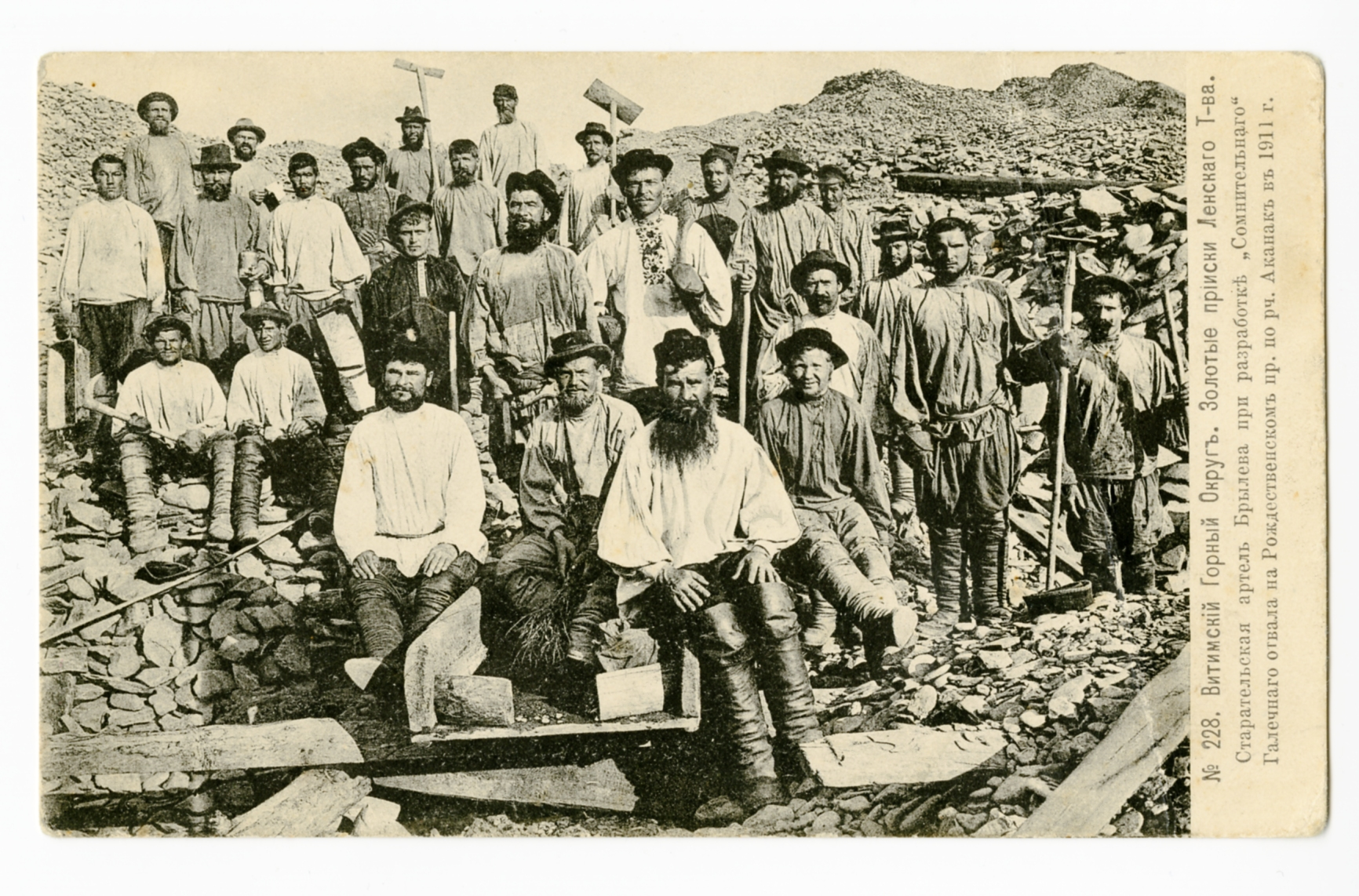
Horníci Lenského zlatorudního sdružení

Nález zlatonosných písků na dnech řek v povodí Vitimu a Oljokmy přivedl první zlatokopy do liduprázdných končin Zabajkalí již ve dvacátých letech 19. století. 
Postupem času však začaly ubývat extrémně bohaté písky ve Vitimsko-oljokminské oblasti a „divoká“ těžba se stala nerentabilní. V šedesátých letech se tak do oblasti dostaly metody průmyslového dobývání. Písky byly bagrovány pomocí koňského či parního pohonu a ve věčně zmrzlých horninách vznikaly nové doly. Hlavním střediskem oblasti se stalo město Bodajbo na soutoku zlatonosné řeky Bodajbo s Vitimem. Zde začínala oblast hornické činnosti táhnoucí se údolím řeky až přes rozvodí s řekou Oljokmou. V roce 1861 začala mezi zlatokopeckými hornickými středisky fungovat první koňská železnice a v roce 1865 již byla v provozu úzkorozchodná železnice. Ve Vitimsko-oljokminské oblasti byla postavena železnice o tři roky dříve, než Transsibiřská magistrála dosáhla města Irkutsk. Vedla z Bodajba do dolu Vjesennyi a dosáhla délky 83 km. Kolejnice byly položeny v husté tajze, daleko od vozovek a velkých průmyslových center.
Platy horníků byly přibližně dvakrát vyšší než u dělníků v Moskvě a Petrohradu a deset až dvacetkrát vyšší než rolnické příjmy (pracovní podmínky však byly kruté a vedly později ke střetu horníků s vojskem, známému jako Lenský masakr).
V roce 1896 zde byla založena největší akciová společnost Lenzoto (později přejmenované na Lenzoloto), která umožnila sdružovat zdroje a přilákat domácí a zahraniční investory do průmyslu těžby zlata. V roce 1910 dosáhl podíl zahraničních investic 65 %. Do této doby společnost ve svých rukách soustředila téměř všechny doly v oblasti (asi 400 dolů a 7 tisíc lidí) a stala se největším podnikem svého druhu na světě.

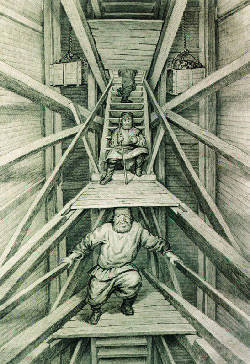
Zlatorudný důl na Východní Sibiři v polovině 19. století

Zlato bylo z písků či nadrcené horniny oddělováno v pohybující se vodní vrstvě pomocí výrazného rozdílu hustoty. Potřebný proud vody byl zajišťován vykopanými kanály a potrubími, jejichž celková délka přesáhla 40 km. Voda pracovala jednak jako médium dělicího procesu, kdy byl materiál vytahován proti proudu vody při sklonech 35–45 stupňů, jednak jako pohon mechanismů. Běžná výška dělicích systémů se pohybovala mezi šesti až deseti metry, ale mnohdy dosáhla i převýšení 60 m. Obohacený materiál se míchal v lučebních provozech se rtutí a následně dělil destilací. I v těchto provozech bylo využíváno vodní síly. Vytváření spádů mezi umělými přívody vody tak bylo přirozeným projevem dolování zlata a stejně přirozeně se první významné využití vodní síly pro výrobu elektrické energie neobjevilo v okolí Petrohradu, ale na Východní Sibiři.

## Historie výstavby a popis vodního díla
V roce 1886 byl v údolí řeky Nygri vybudován derivační příkop, přivádějící vodu pro výkon na vodních kolech za účelem pohonu systému na promývání písku. Po pěti letech provozu byla část hydraulických konstrukcí tohoto systému použita při stavbě elektrárny. Elektrárna poskytla první proud 30. října 1896.
Strojovna byla vybavena dvěma turbínami se společnou vodorovnou hřídelí, otáčející třemi dynamy o výkonech 100 kW. Zařízení bylo zakoupeno v Německu, ve firmách Laimer a Schuckert. Nejprve bylo doručeno do Nižního Novgorodu po železnici, poté lodí podél Volhy a Kamy do Permu, odtud povozy přes Tjumen a Tomsk do Kačugu na Leně, poté znovu lodí podél Leny a Vitimu do přístaviště v Bodajbu a nakonec opět koňskými povozy do nygrinských dolů. Vodní elektrárna se stala největší na Sibiři. Její celkový výkon dosáhl 0,3 MW. Primární napětí bylo převedeno pomocí čtyř třífázových  transformátorů na napětí 10 kV a přenášeno dvěma vysokonapěťovými vedeními do sousedních dolů. Šlo o první vysokonapěťová vedení v Rusku. Jedna 9 km dlouhá trasa vedla přes okolní kopce do dolu Něgadannyj a druhá trasa o délce 14 km vedla proti proudu údolím řeky Nygri do dolu Ivanovskij. V dolech bylo napětí transformováno na 220 V a rozvedeno k motorům důlních výtahů. Energie byla též využívána první elektrifikovanou železnicí v Rusku, která dopravovala obohacenou rudu do lučebních provozů. 
Elektrárna pracovala pouze v letním období, v zimě provoz dolu zajišťovaly dvě lokomobily o výkonech 25 koňských sil.   

## Provoz
Po vzoru elektrárny na řece Nygri byla do roku 1910 postavena na řece Bodajbo kaskáda dalších pěti vodních elektráren o celkovém výkonu 1897 kW, které kromě důlního provozu sloužily i domácí spotřebě a telegrafu. Délka vedení dosáhla 41 km.
Po revoluci byl provoz elektrárny na řece Nygri zrušen a sešlo i z dalších velkolepých projektů využití vodní energie v oblasti. Energetické potřeby pokryla až v roce 1961 Mamakanská vodní elektrárna. Nedaleko legendární elektrárny se ve 21. století opět budují díla pro dobývání zlata, tentokráte v největším zlatorudném nalezišti na světě Suchoj Log.   